# Beckemeyer
Beckemeyer é uma vila localizada no estado americano de Illinois, no Condado de Clinton.

## Demografia
Segundo o censo americano de 2000, a sua população era de 1043 habitantes. 
Em 2006, foi estimada uma população de 1089, um aumento de 46 (4.4%).

## Geografia
De acordo com o United States Census Bureau tem uma área de 
1,3 km², dos quais 1,3 km² cobertos por terra e 0,0 km² cobertos por água. Beckemeyer localiza-se a aproximadamente 132 m acima do nível do mar.

## Localidades na vizinhança
O diagrama seguinte representa as localidades num raio de 16 km ao redor de Beckemeyer. 